# Citerna
Citerna é uma comuna italiana da região da Umbria, província de Perugia, com cerca de 3.131 habitantes. Estende-se por uma área de 24 km², tendo uma densidade populacional de 130 hab/km². Faz fronteira com Anghiari (AR), Città di Castello, Monterchi (AR), San Giustino, Sansepolcro (AR).
Pertence à rede das Aldeias mais bonitas de Itália.

## Demografia
| Variação demográfica do município entre 1861 e 2011                               |
|                                                                                   |
| Fonte: Istituto Nazionale di Statistica (ISTAT) - Elaboração gráfica da Wikipedia |